# キャニー
キャニーはグリーンハウスグループのフードサービス事業会社、2013年まで三井不動産系列であった。高速道路サービスエリアの運営、ゴルフ場・ホテル・病院等の施設レストランの運営、「和・旬菜かなえ」「かなえチャイナ福龍」などの飲食店経営を行っている。

## 沿革
- 終戦後、国土の復興、食糧の増産、海外引揚者の受入を目指し、富士山麓において高原酪農、林間都市、観光拠点を総合的に開発するという構想をもって駒井徳三、江崎利一ら各界の有識者が参集し、礎を築く。
- 1950年（昭和25年）- フローラ・フーヅの前身となる有限会社小日向商会を設立。室町ドラッグストアほか開店。
- 1952年（昭和27年）- 三越前・三井別館内にフランス料理「フローラ」、日本料理「花笠」開店。
- 1955年（昭和30年）- 三越前・三井中三号館、三井本館内に「職域地下食堂」「職域7階食堂」開店。
- 1956年（昭和31年）- 富士綜合開発株式会社を設立。駒井徳三、江崎利一、江崎グリコ株式会社、松下電器産業株式会社ほかより出資を受ける。
- 1957年（昭和32年）- 日比谷三井ビル8Fに「社員食堂グリル」、八重洲三井ビル内に社員食堂開店。
- 1958年（昭和33年）- 国鉄川崎駅ビル内に「グリコパーラー」開店。
- 1959年（昭和34年）- 三井不動産株式会社が資本参加。富士山麓の水源開発工事着工。
- 1962年（昭和37年）-「立川店」開店。
- 1963年（昭和38年）-「原町田店」開店。 三越前・三井第三別館内に喫茶「トレニア」開店。
- 1965年（昭和40年）-「甲府店」開店。
- 1966年（昭和41年）- 三信ピータースと合併。柏ゴルフ倶楽部内にレストラン「柏店」開店。
- 1967年（昭和42年）-「忠実屋相模原店」「調布店」開店。霞が関・東京倶楽部ビルB1に「レストランプラザ」開店。
- 1968年（昭和43年）-「小田急相模原店」「松本店」開店。日本初の超高層ビルである霞が関ビル内にパスタ専門店「霞が関ピータース」開店。
- 1969年（昭和44年）- 中央自動車道・談合坂サービスエリア内に「談合坂レストラン」開店。「厚木店」開店。
- 1970年（昭和45年）- 秋葉原・三井記念病院7Fに軽食喫茶「グリルフローラ」開店。
- 1971年（昭和46年）- 喫茶部門第1号店「コーヒーハウスリオ横浜店」開店。「経堂店」開店。蒲田駅ビル東館内に「レストランピータース」開店。
- 1972年（昭和47年）-「南林間店」「藤沢店」開店。第13回世界料理オリンピック（フランクフルトで開催）において、斎藤文次郎団長（前顧問）・田部井邦三副団長（前顧問）の社員2名を含む7名のチームが日本初参加で第一位グランプリ受賞。
- 1973年（昭和48年）-「新宿店」「神田店」「大月店」「八王子店」「日本橋1号店」開店。虎ノ門三井ビル内に「虎ノ門花笠」開店。フローラ・フーヅ株式会社に社名変更。
- 1974年（昭和49年）- 三越前・三井中三号館B1に「室町ピータース」開店。三越前・三井六号館1Fにステーキレストラン「カサ・デ・フローラ」開店。米国・ロサンゼルスに「ロサンゼルスUSフローラ」開店。
- 1975年（昭和50年）-「叶谷店」開店。益子カントリー倶楽部内にレストラン「益子店」開店。
- 1976年（昭和51年）-「サマーランド店」「サマースカイグリル店」「二本松店」開店。サンランドゴルフクラブ那須内にレストラン「那須店」開店。
- 1977年（昭和52年）-「日本橋2号店」開店。蓼科ゴルフ倶楽部内にレストラン「蓼科店」開店。ロッジ三井の森内にレストラン「竜神亭」開店。
- 1978年（昭和53年）- 日本橋・JPビルB1にパブレストラン「プロポ日本橋店」開店。「横浜西口店」開店。青山富丘会館内に「青山フローラ」開店。
- 1979年（昭和54年）-「日本橋4号店」「日比谷店」「水道橋店」開店。
- 1980年（昭和55年）-「青山店」開店。虎ノ門・商船三井ビルB1にパブレストラン「虎ノ門ピータース」開店。
- 1981年（昭和56年）- 富士開発用地の管理業務を三井不動産の別子会社に移管。霞が関ビル最上階にパブレストラン「プロポ霞が関店」開店。赤坂国際ビル内に「赤坂ピータース」開店。丸の内三井ビルB1に「丸の内ピータース」開店。
- 1982年（昭和57年）- 富士山麓の掘削工事跡地を東京大学地震研究所に寄贈。喫茶部門が大阪に進出し、「コーヒーハウスリオ大阪信濃橋店」開店。
- 1983年（昭和58年）- 日本橋ホテルギンモンド東京1Fにレストラン「プロポギンモンド店」開店。新宿副都心・新宿三井ビルB1にチャイニーズレストラン「55楼菜館」開店。
- 1984年（昭和59年）- 富士綜合開発株式会社と合併。
- 1985年（昭和60年）-「大阪淀屋橋店」開店。タイホーカントリークラブ内にレストラン「笠間店」開店。
- 1986年（昭和61年）- 秋山カントリー倶楽部内にレストラン「秋山店」開店。吉祥寺にカジュアルレストラン「パルファン」開店。
- 1987年（昭和62年）- 吹上にチャイニーズレストラン「55楼菜館吹上店」開店。サニーフィールドゴルフ倶楽部内にレストラン「御前山店」開店。「大阪本町店」開店。株式会社キャニーに社名変更。
- 1988年（昭和63年）- 本格高級カレー“キャニー・ザ・カリー”オリジナルブランド商品の開発。
- 1989年（平成元年）- 三鷹にカフェ&レストラン「サーディー」開店。
- 1990年（平成2年）- 内原カントリー倶楽部内にレストラン「内原店」開店。
- 1991年（平成3年）- フォレストカントリークラブ三井の森内にレストラン「フォレスト店」開店。株式会社デニーズジャパンとのフランチャイズ契約により「デニーズ尾久店」開店。幕張新都心・WBG内にチャイニーズレストラン「キャニーズ幕張店」開店。
- 1992年（平成4年）- 三井不動産との共同出資により、エム・エフ・フードサービスを設立。株式会社プロントコーポレーションとのフランチャイズ契約により「プロント兜町店」開店。初穂カントリークラブ白沢高原コース内に「白沢店」開店。IHI豊洲ビル内あいプラザB1に「プロント豊洲店」開店。
- 1995年（平成7年）-「デニーズ原宿店」開店。勝田ゴルフクラブ内にレストラン「勝田店」開店。日本橋・JPビル内にイタリアンレストラン「ペペローザ」開店。きみさらずゴルフリンクス内にレストラン「きみさらず店」開店。
- 1996年（平成8年）- 都ゴルフ倶楽部内にレストラン「都留都店」開店。船橋・ららぽーと（現・ららぽーとTOKYO-BAY）内に「かなえ ららぽーと店」開店。銀座・交詢ビルヂング1階に現在の旬菜酒房「Ginza かなえ」の原点となる和風居酒屋「Ginzaかなえ」開店。
- 1997年（平成9年）- 銀座・交詢ビルヂング1Fに和風居酒屋「Ginzaかなえ別館」開店。株式会社サンショク（100%子会社）を設立し、流通事業部門（仕入・販売・製造）を順次移管。
- 1998年（平成10年）- 成田フェアフィールドゴルフコース（現・成田フェアフィールドゴルフクラブ）内にレストラン「成田店」開店。渋谷駅ハチ公口・渋谷第一勧銀共同ビル7Fに和風居酒屋「Ginzaかなえ 渋谷店」開店。猿島カントリー倶楽部内にレストラン「猿島店」開店。
- 2000年（平成12年）- 新宿駅東口・明治生命新宿東ビル（現・エキニア新宿）B1に旬菜酒房「Ginzaかなえ 新宿靖国通り店」開店。銀座・十字屋ビル7Fに旬菜酒房「Ginzaかなえ 銀座三丁目店」開店。銀座たあぶる館6Fに旬菜酒房「Ginzaかなえ 銀座八丁目店」開店。
- 2001年（平成13年）- 東京駅八重洲北口・石塚八重洲ビルB1に旬菜酒房「Ginzaかなえ 八重洲店」開店。中央自動車道・談合坂サービスエリア（上り線）リニューアルオープン。三井の森 軽井沢カントリー倶楽部内にレストラン「発地店」開店。平川カントリークラブ内にレストラン「平川店」開店。池袋駅東口・ヒューマックスパビリオン南池袋4Fに旬菜酒房「Ginzaかなえ 池袋明治通り店」開店。
- 2002年（平成14年）- 霞が関・東京倶楽部ビルB1に旬菜房「かなえ膳」開店。三越前・三井六号館1Fに創作中華の新業態「CANAE China 福龍」開店。三井不動産の100%子会社となる。
- 2003年（平成15年）- 幕張新都心・WBG内に「CANAE China 福龍 幕張店」開店。新宿三丁目駅直結・東新宿ビル8Fに旬菜酒房「Ginzaかなえ 新宿三丁目店」開店。京橋駅・日土地京橋ビルB1に旬菜酒房「Ginzaかなえ 京橋店」開店。
- 2004年（平成16年）- スカイウェイカントリークラブ内にレストラン「スカイウェイ店」開店。
- 2005年（平成17年）- 本千葉カントリークラブ内にレストラン「フローラ本千葉店」開店。東京駅八重洲北口・石塚八重洲ビル1F・2Fに「CANAE China 福龍 八重洲店」開店。
- 2006年（平成18年）- 四日市セントラルゴルフ倶楽部（現・四日市の里ゴルフクラブ）内にレストラン「フローラ四日市店」開店。Jゴルフ鶴ヶ島内にレストラン「フローラ鶴ヶ島店」開店。ジェイゴルフ霞ヶ浦内にレストラン「フローラ霞ヶ浦店」開店。霞ゴルフ倶楽部（現・霞ゴルフクラブ）内にレストラン「フローラ霞店」開店。ららぽーと柏の葉内に「担々麺と焼売 福龍ららぽーと柏の葉店」開店。「談合坂レストラン」ISO 14001：2004認証取得。
- 2007年（平成19年）- UNIMOちはら台内に「担々麺と焼売 福龍 UNIMOちはら台店」開店。山形自動車道・古関パーキングエリア（上り線・下り線）運営受託。ララガーデン春日部内に「担々麺と焼売 福龍 ララガーデン春日部店」開店。
- 2008年（平成20年）- 三井アウトレットパーク 入間内に「担々麺と焼売 福龍 三井アウトレットパーク入間店」開店。
- 2009年（平成21年） - 秋葉原・三井記念病院入院棟1Fに「レストランクロワッサン」開店。ラザウォーク甲斐双葉内に「担々麺と焼売 福龍 ラザウォーク甲斐双葉店」開店。ららぽーとTOKYO-BAY内に「福龍 ららぽーとTOKYO-BAY店」開店。
- 2010年（平成22年）- 東条ゴルフ倶楽部内にレストラン「フローラ東条店」開店。
- 2013年（平成25年）- 株主が三井不動産から、株式会社グリーンハウスに異動。
- 2014年（平成26年）- 本社事務所を東京オペラシティタワーに移転。

## 店舗
ハイウェイ事業部門
- 談合坂店（上り線、レストラン・フードコート・売店）
- 古関店（上下線、売店）
- 湾岸幕張店（下り線、売店）
- 足柄店（上り線、唐揚げ専門店「からあげ元気」）

直営事業部門
- 和・旬菜 かなえ 新宿靖国通り店
- 和・旬菜 かなえ 銀座三丁目店
- 和・旬菜 かなえ 八重洲店
- 和・旬菜 かなえ 京橋店
- 55楼菜館
- CANAE China 福龍 幕張店
- CANAE China 福龍 八重洲店
- 担々麺と焼売 福龍 ららぽーと柏の葉店
- 担々麺と焼売 福龍 ララガーデン春日部店
- 担々麺と焼売 福龍 三井アウトレットパーク入間店
- 担々麺と焼売 福龍 ラザウォーク甲斐双葉店
- 福龍 ららぽーとTOKYO-BAY店

運営受託事業部門（受託レストラン）
- レストラン クロワッサン

運営受託事業部門（ゴルフ場内レストラン）
- 益子店
- 大浅間店
- 秋山店
- 都店
- 成田店
- 蓼科店
- フォレスト店
- 軽井沢発地店
- 平川店
- スカイウェイ店
- フローラ本千葉店
- フローラ鶴ヶ島店
- フローラ霞ヶ浦店
- フローラ東条店